# 大雪山層雲峡・黒岳ロープウェイ

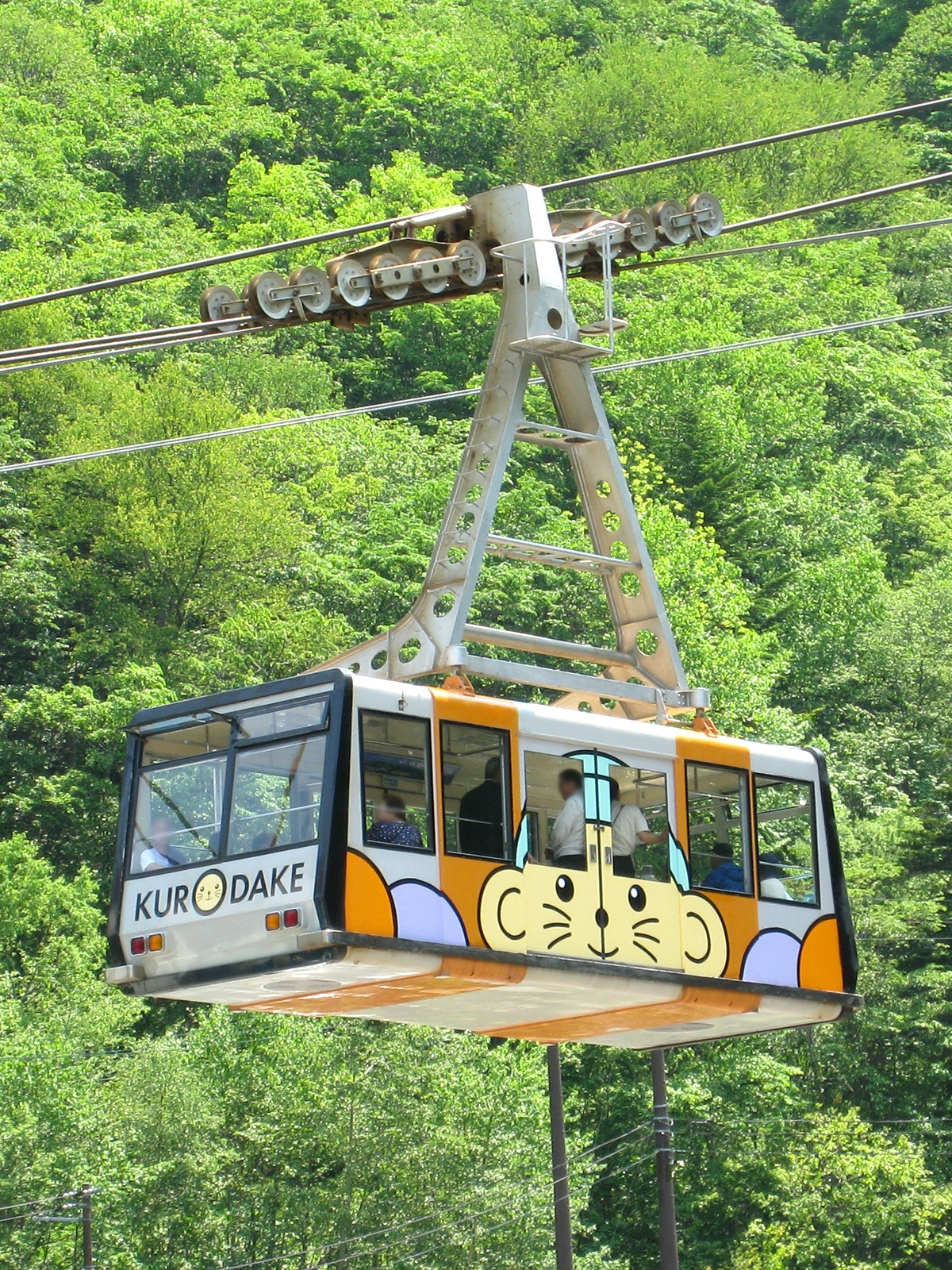
ゴンドラ

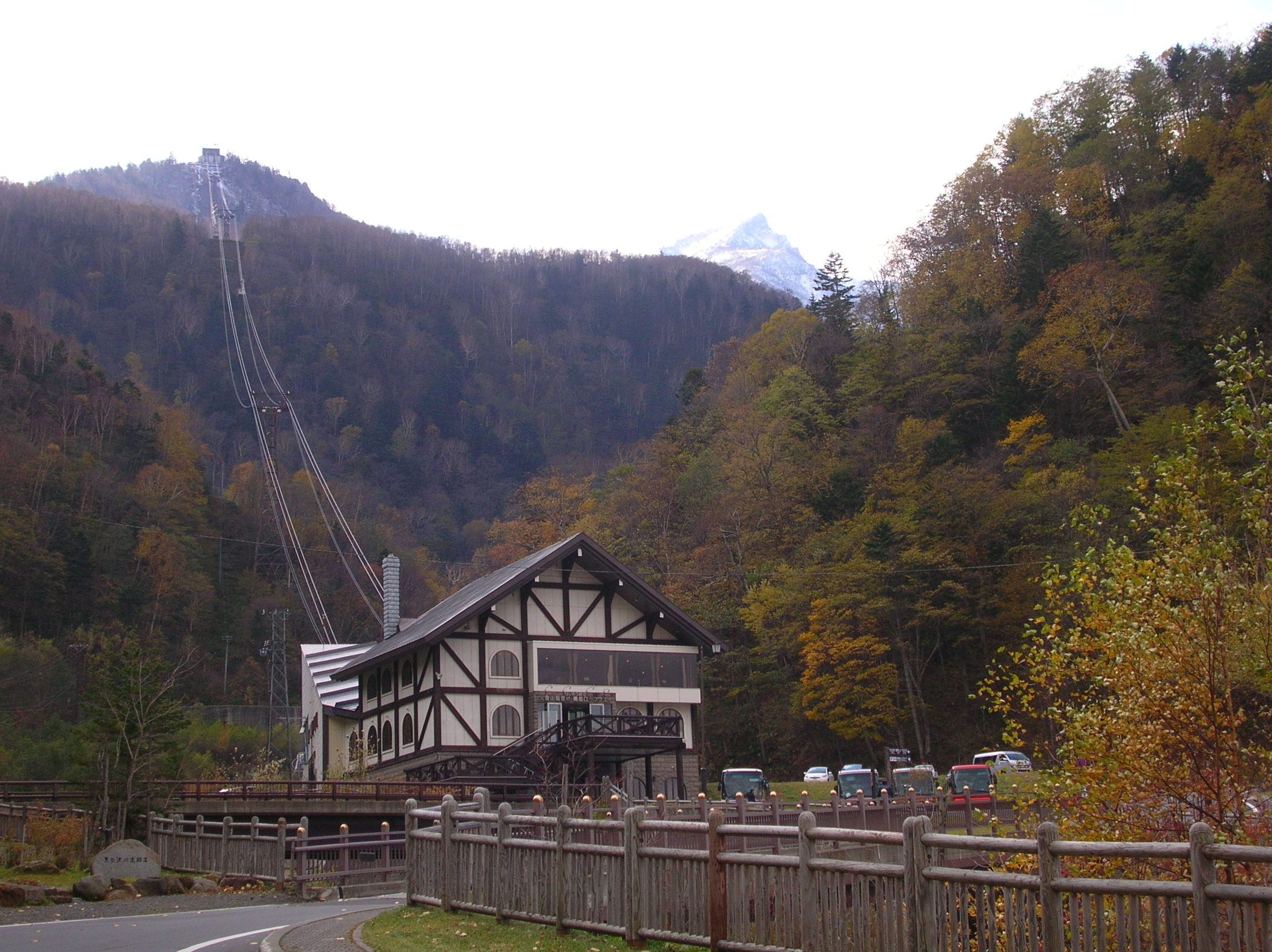
山麓駅

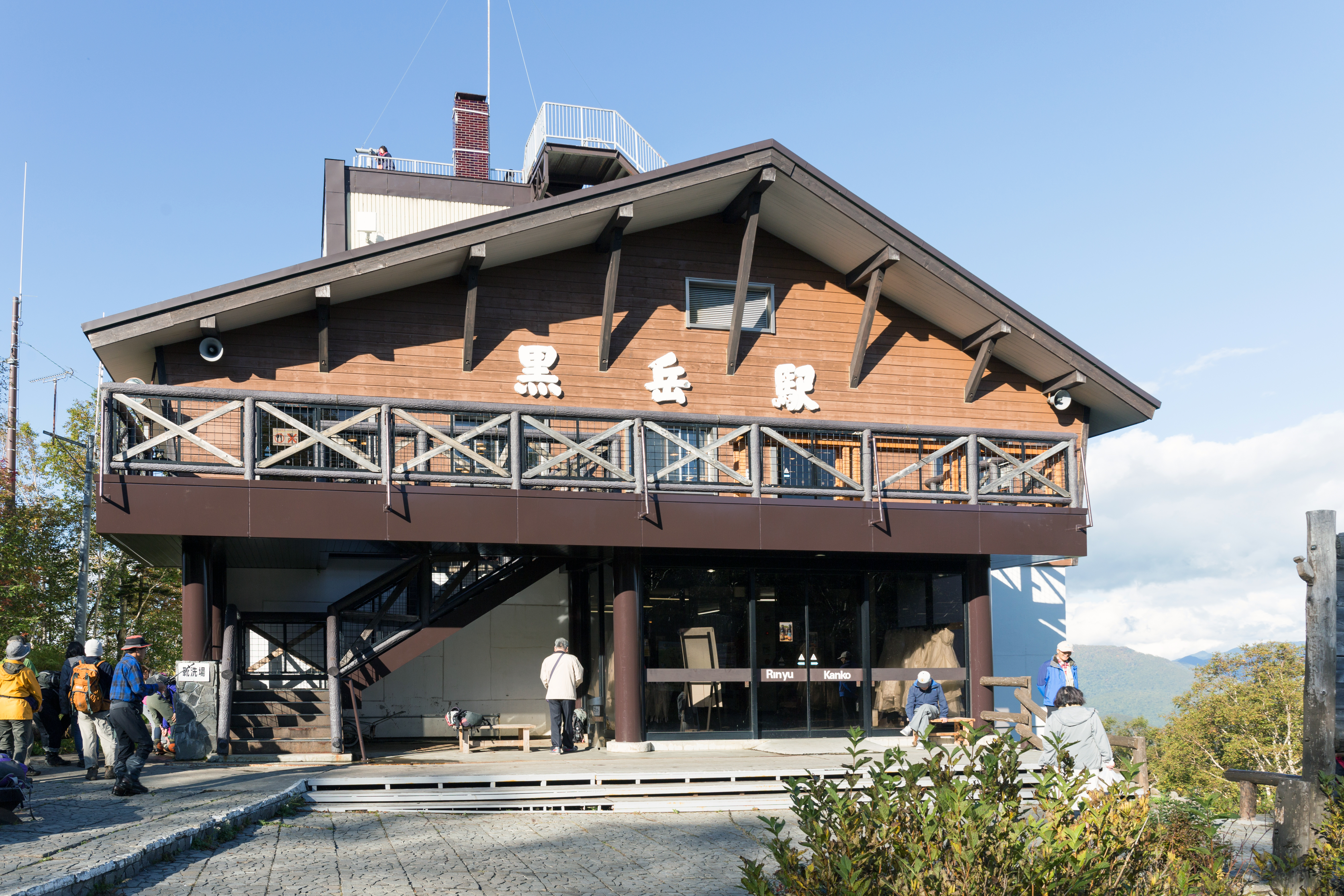
黒岳駅

大雪山層雲峡・黒岳ロープウェイ（だいせつざんそううんきょう・くろだけロープウェイ）は、北海道上川郡上川町にあるロープウェイ。層雲峡温泉の「山麓駅」（標高670 m）と大雪山系の黒岳5合目に位置する「黒岳駅」（標高1,300 m）とを結んでいる。日本ケーブルが設計と施工を行い、りんゆう観光が運行している。2006年3月31日に稚内公園ロープウェイが廃止されて以降、日本最北の普通索道となっている。

## 路線データ
- 路線距離（営業キロ）：1.65 km
- 方式：四線交走式
- 駅数：2駅（起終点駅含む）
- 高低差：629 m
- 主電動機出力：300 kW

## 運行形態
20分間隔で運行されており、所要時間は片道7分。

## 沿革
- 1967年（昭和42年）- 層雲峡ロープウェイ営業開始
- 2003年（平成12年）- 名称を「大雪山層雲峡ロープウェイ」から「大雪山層雲峡・黒岳ロープウェイ」に変更

## 駅一覧
- 山麓駅
  - 周辺の主な施設
    - ティーラウンジ「四季」
    - 層雲峡売店
    - 層雲峡温泉
- 黒岳駅
  - 周辺の主な施設
    - レストハウス「黒岳」
    - 黒岳売店
    - 黒岳ペアリフト乗降場
    - 大雪山黒岳資料館

## 黒岳ペアリフト

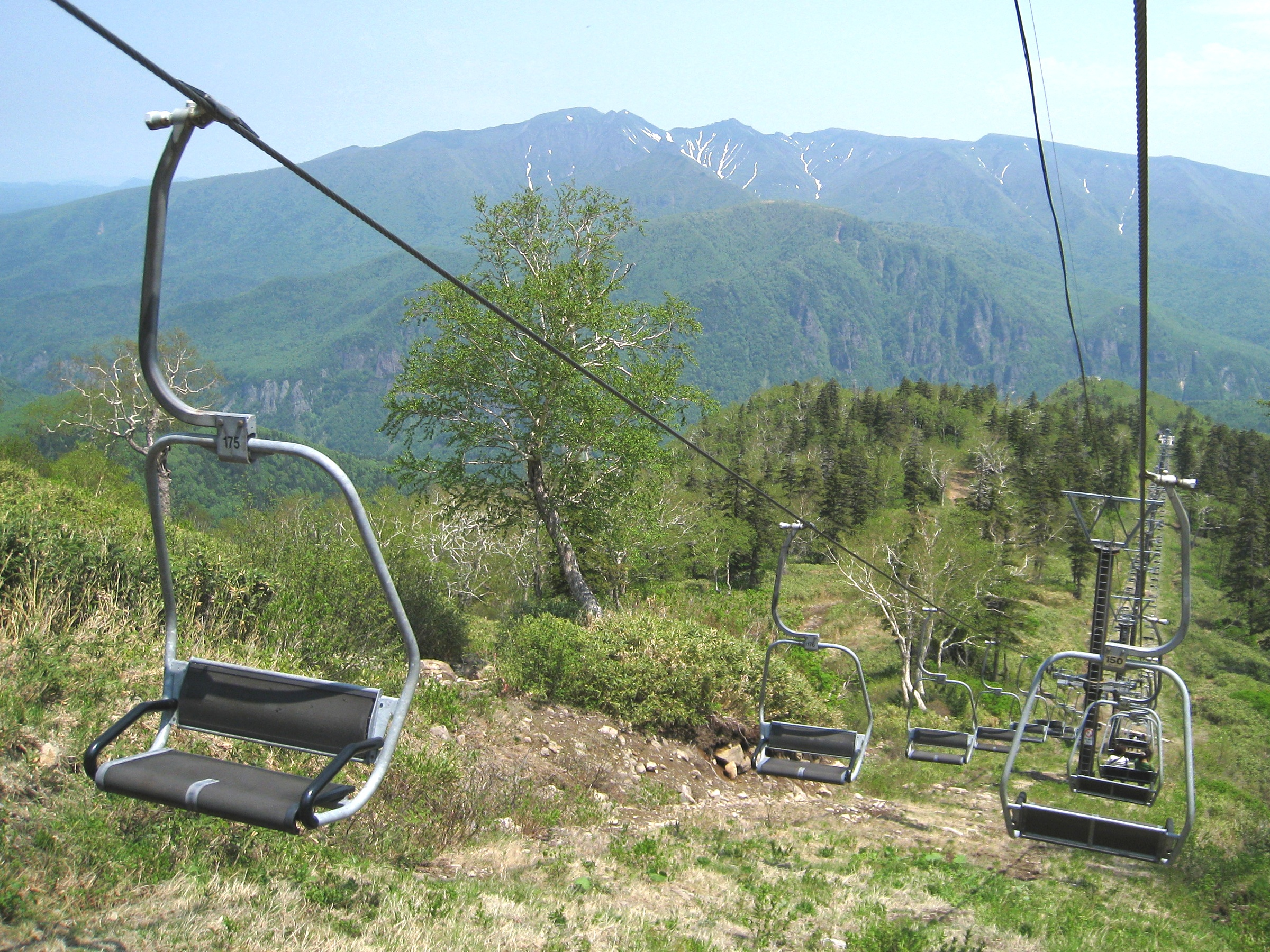
黒岳ペアリフト

5合目から7合目までは、黒岳ペアリフトが結んでいる。ロープウェイ黒岳駅から約200 m離れた場所に乗降場があり、所要時間は片道15分。1991年6月に建設された日本ケーブル製の索道で、黒岳ロープウェイと同様にりんゆう観光が運行している。

### 路線データ
- 線路傾斜長：1,109.85 m（夏山）、1,108.58 m（冬山）
- 線路高低差：217.13 m
- 電動機出力：132 kW（直流電動機）